# آکاهاشی توشی
آکاهاشی توشی (به ژاپنی: 赤橋 登子 あかはし とうし)؛ تولد ۱۳۰۶ – مرگ ۱۳۶۵ یک زن در دوره کاماکورا و دوره نانبوکوچو همسر اصلی آشیکاگا تاکائوجی نخستین شوگون از شوگون‌سالاری آشیکاگا اهل ژاپن بود. او عضوی از خاندان آکاهاشی، یکی از خاندان هوجو و توکوسو بود. برادر بزرگتر او هوجو موریتوکی، شانزدهمین و آخرین شیکن در شوگون‌سالاری کاماکورا بود.